# Yongeichthys
A Yongeichthys a csontos halak (Osteichthyes) főosztályának a sugarasúszójú halak (Actinopterygii) osztályába, ezen belül a sügéralakúak (Perciformes) rendjébe, a gébfélék (Gobiidae) családjába és a Gobiinae alcsaládjába tartozó nem.

## Rendszerezés
A nembe az alábbi 3 faj tartozik:
- Yongeichthys criniger (Valenciennes, 1837) - típusfaj
- Yongeichthys thomasi (Boulenger, 1916)
- Yongeichthys tuticorinensis (Fowler, 1925)